# Lyubomir Lyubenov
Lyubomir Lyubenov (n. 26 martie 1957, Plovdiv, Republica Populară Bulgaria) este un canoist ce a reprezentat Bulgaria, medaliat olimpic. A participat la o ediție a Jocurilor Olimpice (1980) în care a câștigat o medalie de aur și o medalie de argint.